# 댄 블랙
대니얼 데이비드 블랙(Daniel David Black, 1987년 7월 2일 ~ )는 미국의 야구 선수이자, 멕시칸 리그 디아블로스 로호스 델 멕시코의 내야수이다.
댄 블랙은 2015년 6월 4일 앤드루 시스코의 대체자로 수원에서 KBO 데뷔전을 가지게 되었다. 또한 그는 스위치 타자다. 헬멧을 무려 네 개나 소유하고 있다는 것이 뉴스를 통해 밝혀졌다.

## 미국 프로야구시절
2009년 시카고 화이트삭스에 입단하였다.

## 한국 프로야구시절

### KT 위즈시절
2015년 6월 10일에 이성민을 상대로 경기장 우측 외벽을 넘기는 비거리 140m짜리 역대 6번째 사직구장 장외 홈런을 기록하였다. 댄 블랙의 장외 홈런은 2011년 6월 LG 시절 포수 조인성 이후 4년만에 원정팀 2번째 장외 홈런이자 외국인 타자 최초의 장외 홈런이고 좌타자는 물론 스위치 타자로서도 최초의 장외 홈런이다. 6~7월 3할 5푼을 맴도는 어마어마한 고타율과 더불어 팀 공격 분위기를 주도하면서 엄청난 활약을 펼쳤다. 이 덕분에 KT 위즈는 댄블렉 합류 후 거의 5할에 육박하는 승률을 기록하며 고춧가루 부대 역할을 톡톡히 하며 돌풍을 일으켰다. 올스타 브레이크 직전 부상을 당해 2개월 간 자리를 비웠다. 그가 홈런을 치면 팀이 항상 승리한다고 하여 이를 일명 '댄블랙 공식'이라 부른다. KT 위즈는 현재까지는 그가 홈런을 친 경기에서 무패 행진을 이어가고 있다.
그러나 시즌 후 재계약이 늦어지더니, 결국 KT 위즈를 떠나게 됐다.

## 미국 프로야구복귀
2016년 마이애미 말린스와 마이너 계약을 하였다.